# Primera divisió espanyola de futbol 1929-1930
La Primera divisió espanyola de futbol 1929-1930 fou la segona edició de la Primera divisió espanyola de futbol. Va començar el dia 1 de desembre de 1929, i va acabar el 30 de març de 1930. Hi competiren un total de 10 equips, essent el Barcelona el campió regnant.
L'Athletic Club de Bilbao va rellevar el Futbol Club Barcelona com a campió de lliga. L'equip basc va dominar la temporada, ja que van guanyar amb set punts de marge sobre el segon, i sense perdre cap partit. Gorostiza, màxim golejador, i Blasco, porter menys golejat, van ser peces fonamentals dins l'equip.

## Equips participants
| Club             | Ciutat        | Estadi        |
| ---------------- | ------------- | ------------- |
| Arenas           | Getxo         | Ibaiondo      |
| Athletic Bilbao  | Bilbao        | San Mamés     |
| Athletic Madrid  | Madrid        | Metropolitano |
| Barcelona        | Barcelona     | Les Corts     |
| Espanyol         | Barcelona     | Sarrià        |
| Europa           | Barcelona     | El Guinardó   |
| Racing Santander | Santander     | El Sardinero  |
| Reial Madrid     | Madrid        | Chamartín     |
| Reial Societat   | Sant Sebastià | Atocha        |
| Real Unión       | Irun          | Gal           |

## Classificació general
| Pos | Equip               | PJ | PG | PE | PP | GF | GC | DG  | Pts | Descens                  |
| --- | ------------------- | -- | -- | -- | -- | -- | -- | --- | --- | ------------------------ |
| 1   | Athletic Bilbao (C) | 18 | 12 | 6  | 0  | 63 | 28 | +35 | 30  | Campió                   |
| 2   | Barcelona           | 18 | 11 | 1  | 6  | 46 | 36 | +10 | 23  |                          |
| 3   | Arenas              | 18 | 9  | 2  | 7  | 51 | 40 | +11 | 20  |                          |
| 4   | Espanyol            | 18 | 9  | 2  | 7  | 40 | 33 | +7  | 20  |                          |
| 5   | Real Madrid         | 18 | 7  | 3  | 8  | 45 | 42 | +3  | 17  |                          |
| 6   | Real Unión          | 18 | 6  | 5  | 7  | 48 | 52 | −4  | 17  |                          |
| 7   | Reial Societat      | 18 | 5  | 4  | 9  | 34 | 37 | −3  | 14  |                          |
| 8   | Racing Santander    | 18 | 7  | 0  | 11 | 32 | 58 | −26 | 14  |                          |
| 9   | Europa              | 18 | 6  | 1  | 11 | 29 | 44 | −15 | 13  |                          |
| 10  | Athletic Madrid (R) | 18 | 5  | 2  | 11 | 32 | 50 | −18 | 12  | Descens a Segona Divisió |

## Resultats
| Casa \ Fora      | ARE | ATH | ATM | BAR | ESP | EUR | RAC | RMA | RSO | RUN |
| ---------------- | --- | --- | --- | --- | --- | --- | --- | --- | --- | --- |
| Arenas           | —   | 3–3 | 2–1 | 1–3 | 2–0 | 2–3 | 5–1 | 5–1 | 3–1 | 7–2 |
| Athletic Bilbao  | 5–2 | —   | 6–1 | 4–3 | 6–0 | 3–0 | 4–0 | 2–1 | 2–2 | 5–2 |
| Athletic Madrid  | 1–3 | 3–4 | —   | 3–2 | 2–0 | 5–3 | 3–1 | 2–1 | 1–1 | 3–3 |
| Barcelona        | 3–1 | 1–1 | 4–2 | —   | 5–4 | 2–1 | 5–0 | 1–4 | 3–0 | 4–2 |
| Espanyol         | 1–0 | 2–2 | 1–0 | 4–0 | —   | 1–2 | 3–0 | 8–1 | 3–1 | 3–1 |
| Europa           | 1–2 | 2–2 | 2–0 | 0–3 | 1–2 | —   | 5–0 | 1–2 | 3–2 | 0–1 |
| Racing Santander | 2–5 | 2–3 | 3–2 | 2–1 | 4–1 | 6–1 | —   | 2–0 | 2–0 | 4–2 |
| Reial Madrid     | 5–2 | 2–3 | 4–1 | 5–1 | 2–4 | 6–1 | 6–0 | —   | 1–1 | 2–2 |
| Reial Societat   | 4–4 | 1–7 | 2–0 | 1–2 | 1–0 | 2–0 | 7–0 | 4–0 | —   | 2–3 |
| Real Unión       | 3–2 | 1–1 | 8–2 | 1–3 | 3–3 | 3–4 | 6–3 | 2–2 | 3–2 | —   |

### Resultats finals
- Campió de la Lliga: Athletic Club
- Descensos: Atlètic de Madrid
- Ascensos: Deportivo Alavés

## Màxims golejadors
Font:
| Posició | Jugador             | Equip              | Gols |
| ------- | ------------------- | ------------------ | ---- |
| 1       | Guillermo Gorostiza | Athletic Bilbao    | 20   |
| 2       | Gaspar Rubio        | Reial Madrid       | 19   |
| 3       | Santiago Urtizberea | Real Unión de Irún | 18   |
| 3       | Víctor Unamuno      | Athletic Bilbao    | 18   |
| 5       | Luis Regueiro       | Real Unión de Irún | 14   |
| 5       | Manuel Gurruchaga   | Arenas Club        | 14   |
| 7       | José Iraragorri     | Athletic Bilbao    | 13   |
| 8       | Martí Ventolrà      | RCD Espanyol       | 12   |
| 8       | Luis Marín          | Athletic Madrid    | 12   |
| 8       | Ángel Arocha        | FC Barcelona       | 12   |

## Porter menys golejat
| Posició | Jugador         | Equip           | Gols                  |
| ------- | --------------- | --------------- | --------------------- |
| 1       | Gregorio Blasco | Athletic Bilbao | 20 gols en 15 partits |